# Sasbach am Kaiserstuhl
Sasbach am Kaiserstuhl – miejscowość i gmina w Niemczech, w kraju związkowym Badenia-Wirtembergia, w rejencji Fryburg, w regionie Südlicher Oberrhein, w powiecie Emmendingen, wchodzi w skład związku gmin Nördlicher Kaiserstuhl. Leży w Kaiserstuhl, nad Renem, przy granicy z Francją, ok. 18 km na zachód od Emmendingen.

## Dzielnice
- Jechtingen
- Leiselheim